# Bomolocha inconspicua
Bomolocha inconspicua är en fjärilsart som beskrevs av Butler 1875. Bomolocha inconspicua ingår i släktet Bomolocha och familjen nattflyn. Inga underarter finns listade i Catalogue of Life.